# Restrepia sanguinea
Restrepia sanguinea é uma espécie de orquídea (Orchidaceae) originária dos Andes.